# Pilot Pen Tennis 2005
Die Pilot Pen Tennis 2005 waren ein Tennisturnier der WTA Tour 2005 für Damen und ein Tennisturnier der ATP Tour 2005 für Herren in New Haven, welches vom 19. bis zum 27. August 2005 stattfand.